# Sebastian Wachter
Sebastian Wachter (* 31. Jänner 1996) ist ein österreichischer Fußballspieler.

## Karriere
Wachter begann seine Karriere beim ASV Neufeld. 2008 ging er in die Jugend des FC Red Bull Salzburg, für den er später auch in der Akademie spielte. Im Juli 2014 wechselte er in den Herrenbereich zum Viertligisten USK Anif, mit dem er 2015 in die dritte Liga aufstieg. Im Jänner 2016 wechselte er zum Zweitligisten FC Liefering, für den er im März 2016 in der zweiten Liga debütierte.
Nach nur einem halben Jahr beim Zweitligisten kehrte er im Sommer 2016 zum USK Anif zurück.
Zur Saison 2017/18 wechselte er zum Ligakonkurrenten SV Grödig. Nach 18 Regionalligaspielen für Grödig kehrte er in der Winterpause jener Saison zu Anif zurück.
Im August 2018 wechselte er leihweise zum Zweitligisten SK Vorwärts Steyr. Nach dem Ende der Leihe legte er eine Karrierepause ein.